# Oscar von Sydow
Oscar Fredrik von Sydow (Kalmar, 12 juli 1873 - Drottningholm, 19 augustus 1936) was een Zweeds politicus die gedurende korte tijd minister-president van Zweden was tussen 23 februari tot 13 oktober 1921.

## Biografie
Oscar von Sydow was de zoon van Henrik August von Sydow en Euphrosyne Maria Modin. Hij werd geboren in Kalmar en groeide op in Norrland. In 1890 begon hij aan een studie Rechten aan Uppsala Universiteit. In 1894 rondde hij zijn opleiding af.
In 1906 werd von Sydow benoemd tot staatssecretaris en in 1911 werd hij gouverneur van Norrbottens län. In de regeringen van Hjalmar Hammarskjöld en Carl Swartz (1914-1917) was hij minister van Binnenlands Bestuur; in die periode richtte hij de Werkloosheidscommissie (arbetslöshetskommissionen) op. Tussen 1917 en 1934 was hij Gouverneur van Göteborgs och Bohus län.
Na het plotselinge aftreden van minster-president Louis De Geer in 1921 had de Zweedse koning moeite een kandidaat te vinden die een nieuwe regering wilde vormen omdat de verkiezingen aanstaande waren. Nadat Hjalmar Branting tot tweemaal toe weigerde werd Oscar von Sydow benoemd. Von Sydow stelde daarop een ultimatum om te voorkomen een machteloze regering te moeten leiden en eiste steun van de Sociaal-Democratische Partij. Desondanks werden alle voorstellen van de nieuwe regering weggestemd in het parlement, waardoor hij na korte tijd al ontslag nam als premier. De belangrijkste nalatenschap van von Sydow als minister-president is het afschaffen van de doodstraf in Zweden.
Von Sydow was riksmarskalk vanaf 1934 tot zijn overlijden in 1936.